# Beek
Beek  è una municipalità dei Paesi Bassi situata nella provincia del Limburgo, e vi ospita l'Aeroporto di Maastricht Aquisgrana.

## Geografia antropica

### Località
| N. | Località           | Abitanti |
| -- | ------------------ | -------- |
| 1  | Beek-Oost          | 6.212    |
| 2  | Beek-West          | 2.597    |
| 3  | Neerbeek           | 2.579    |
| 4  | Genhout            | 1.327    |
| 5  | Geverik en Kelmond | 589      |
| 6  | Spaubeek           | 3.713    |
| 7  | Maastricht Airport | 3        |